# Rousong

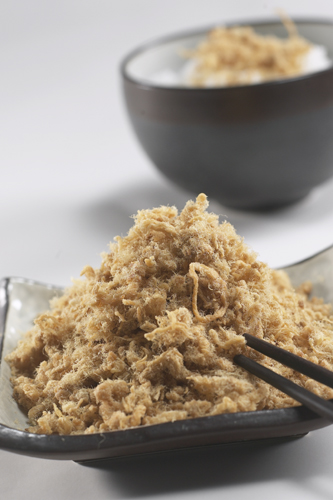
Rousong – getrocknete Fleischflocken

Rousong (chinesisch 肉鬆 / 肉松, Pinyin ròusōng, Jyutping juk6sung1 – „sinngemäß getrocknete Fleischflocken“, auch rourong 肉絨 / 肉绒,  ròuróng, Jyutping juk6jung1 – „Fleisch-Flaum“), auch bekannt unter dem Namen „Fleisch-Wolle“, ist ein getrocknetes Fleischprodukt aus China mit einer feinen Textur, die Wolle ähnelt. Hergestellt wird Rousong aus Schweine-, Rind- oder Hähnchenfleisch. Gegessen wird Rousong auf verschiedenen Speisen als Topping wie zum Beispiel Reis-Congee oder Tofu. Rousong ist eine beliebte Speise in China, Vietnam und Indonesien.

## Herstellung
Rousong wird aus fein geschnittenem Schweine-, Hühner- oder Rindfleisch produziert. Dabei wird das Fleisch mit verschiedenen Gewürzen wie Ingwer, Lauchzwiebeln, Sternanis, Zucker und Sojasauce gekocht. Dies geschieht solange, bis das Fleisch leicht auseinandergerissen werden kann. Das klein gerissene oder geschnittene Fleisch wird zunächst in einem Ofen getrocknet und danach bei niedriger Temperatur mit Öl gebraten. Beim Braten wird es ständig gerührt, sodass eine wollige feine Textur entsteht. Aus fünf Kilogramm Fleisch ergibt sich etwa ein Kilogramm Fleisch-Wolle.

## Variationen
Auch aus Fisch kann Fleisch-Wolle produziert werden. Aufgrund des geringen Kollagen-Gehalts muss der Fisch vorher nicht geschmort werden. In China sind außerdem Variationen aus Hase und Ente verbreitet.
Aufgrund der muslimischen Mehrheit in Indonesien und Malaysia ist dort vor allem Rousong aus Rind und Huhn am beliebtesten. Auf Indonesisch wird Rousong abon genannt, auf malaiisch serunding.
In Japan gibt es eine Variation aus Fisch namens dembu. Diese Variation wird mit Lebensmittelfarbe hell-rosa gefärbt.
In der mehrheitlich muslimischen Küche der Hausa Nordnigerias ist Dambu Nama ein Snack, der aus getrocknetem zerkleinertem Rindfleisch besteht. Er wird frittiert und während seiner Zubereitung stark gewürzt.
Auch roufu oder pork fu (肉脯,  ròufǔ – „Dörrfleisch“) ist ein ähnliches Lebensmittel, was weniger frittiert und weniger zerkleinert wird. Dadurch bleibt mehr der faserigen Textur erhalten.

## Gesundheit
Eine Studie zeigte, dass es eine positive Korrelation zwischen der erhöhten Verarbeitungstemperatur und der Bildung von heterozyklischen aromatischen Aminosäureketten im Fleisch existiere. Bei der Verarbeitung von Rousong bei 150 °C wurden bis zu sieben verschiedene Aminosäureketten gefunden. Es wird angenommen, dass Aminosäureketten die Entwicklung einiger Krebsarten fördern.